# 三陸
三陸（日语：／ Sanriku）是日本東北地方的一個地域名。

## 三陸（陸州）
明治元年12月7日（1869年1月19日），戊辰戰爭之後，天皇下令分割面積廣大的陸奧國為5國、出羽國为2國。陸奧國分成陸奧國、陸中國、陸前國、岩代國與磐城國。從此，令制國國名之中有「陸」字在內的陸前、陸中與陸奧三國，就被合稱為「三陸」。
令制國時代的「三陸」，如果比照現代的日本行政區劃分方式，則涵蓋了以下範圍的地區：。
- 青森縣全域
- 岩手縣全域
- 宮城縣除亘理郡、伊具郡、刈田郡、角田市、白石市（皆為宮城縣南部次級行政區）之地域。
- 秋田縣鹿角郡小坂町和鹿角市（為秋田縣北部次級行政區）。

## 三陸海岸（地域名）
三陸海岸是指從青森縣八戶市鮫角岬起，經岩手縣全縣海岸後，直到宮城縣牡鹿半島的海岸線與其付屬島嶼，是陸前、陸中、陸奧海岸的總稱。这段海岸由于激烈的地質作用之故，形成复杂的海蝕平台（北三陸）與谷湾（南三陸）地形。

## 三陸沖（海域名）
「三陸沖」泛指三陸海岸之外的沿海海域（為太平洋的一部分）與此海域範圍內的漁場。由於此地區正好是親潮（寒流）和黑潮（暖流）的交會處，魚種豐富且數量龐大，而常被譽稱為世界三大漁場之一。
「三陸沖」的各種定義範圍。
1. 三陸海岸的太平洋側之海域
青森縣八戶市・鮫角岬的正東線到宮城縣・金華山的正東線之海域。
2. 三陸（陸州）的太平洋側之海域[1][2]。
陸奧國北端的下北半島・大間崎的正東線，和陸前國、磐城國國境的阿武隈川河口的正東線之間的海域。
3. 青森縣・岩手縣・宮城縣的太平洋側之海域。
青森縣北端的下北半島・大間崎的正東線，和宮城縣、福島縣縣境的正東線之間的海域。
4. 東北地方的太平洋側之海域。
  1. 青森縣東北端的下北半島・尻屋崎往東南東之一線為北限，和福島縣、茨城縣縣境的正東線為南限之間的海域。
  2. 青森縣北端的下北半島・大間崎的正東線，和福島縣、茨城縣縣境的正東線之間的海域[1][3]。

國家機關可見2的令制國範圍之「三陸沖」，但是多採用4的範圍之「三陸沖」。海上天氣預報採用4-1的範圍。地震則採用1的三陸海岸的「三陸沖」。海產的「三陸產」則多採用3的3縣範圍，但是福島縣產也有稱「三陸産」的例子。